# You're Makin' Me High
You're Makin' Me High is een nummer van de Amerikaanse R&B-zangeres Toni Braxton. Het is de eerste single van haar tweede studioalbum Secrets uit 1996. Op 21 mei van dat jaar werd het nummer op single uitgebracht.
De single werd een grote hit in Noord-Amerika en behaalde de nummer 1-positie in de Amerikaanse Billboard Hot 100. In Europa was de single iets minder succesvol.
In Nederland was de single in week 25 van 1996 de 174e Megahit van de week op Radio 3FM en werd ook veel gedraaid op Radio 538 en Hitradio Veronica en werd een radiohit. De single bereikte de 13e positie in de Nederlandse Top 40 op Radio 538 en de 18e positie in de publieke hitlijst de Mega Top 50 op Radio 3FM. 
In België behaalde de single géén notering in beide Vlaamse hitlijsten.